# Alison Louise Kennedy
Œuvres principales
Night Geometry & the Garscadden Trains (1990) 
Looking for the Possible Dance (1993) 
 Tea and Biscuits (1996) 
Everything You Need (1999) 
Indelible Acts (2002) 
Paradise (2004) 
Day (2007)
Compléments
Écrit également des essais historiques, des Scenarios et fait des traductions en langue française.
Alison Louise Kennedy, née le 22 octobre 1965 à Dundee est une écrivaine écossaise de romans, nouvelles et récits basés sur des faits réels. Elle est connue pour le ton sombre qui caractérise ses ouvrages, mélangeant réalisme et fantastique, et pour l'approche sérieuse qu'elle a de ses sujets. Alison Kennedy vit à Glasgow.

## Carrière
Elle écrit occasionnellement des articles pour des journaux européens et britanniques, ainsi que des essais pour la radio de la BBC. En 2013, elle est professeur associée en Écriture créative à l'université de Warwick, matière qu'elle avait auparavant enseignée à l'université de St Andrews.
Kennedy se produit également dans un Stand-up (one-man-show où l'artiste raconte des histoires au public sans interruption) lors du plus grand festival d'arts du monde, l'Edinburgh Festival Fringe (émanation du Festival international d'Édimbourg) ; on la retrouve aussi dans des festivals littéraires et des comedy clubs (principalement The Stand Comedy Club d'Édimbourg). En 2007, elle remporte le Prix Lannan de Littérature, et l'Université de Glasgow lui décerne à titre honoraire un doctorat en littérature. La même année, son roman Day reçoit le Prix Costa.

## Œuvres

### Fictions
- Night Geometry & the Garscadden Trains (1990)  (ISBN 1-85799-066-8)
- Looking for the Possible Dance (1993)  (ISBN 0-436-23321-5)
- Now That You're Back (1994)  (ISBN 0-09-945711-3)
- So I Am Glad (1995)  (ISBN 0-09-945721-0)
- Tea and Biscuits (1996)  (ISBN 1-85799-757-3)
- Original Bliss (1997)  (ISBN 0-224-04443-5)[3]
- Everything You Need (1999)  (ISBN 0-375-70747-6)
- Indelible Acts (2002)  (ISBN 0-224-06259-X)
- Paradise (2004)  (ISBN 1-4000-7945-4)
- Day (2007)  (ISBN 978-0224077866)

### Essais historiques
- Life & Death of Colonel Blimp (1997)  (ISBN 0-85170-568-5)
- On Bullfighting (1999)  (ISBN 0-224-06099-6)

### Scenarios
- Stella Does Tricks (1997)
- Dice (2001), avec John Burnside

### Traductions en français
- Volupté singulière [« Original Bliss »], Paris, trad. de Paule Guivarch, Éditions de l'Olivier, 2001, 240 p. (ISBN 978-2-87929-230-4)
- Un besoin absolu [« Everything You Need »], Paris, trad. de Paule Guivarch, Éditions de l'Olivier, 2003, 744 p. (ISBN 978-2-87929-231-1)
- Le Contentement de Jennifer Wilson [« So I Am Glad »], Paris, trad. de Paule Guivarch, Éditions de l'Olivier, 2004, 408 p. (ISBN 978-2-87929-407-0)
- Paradis [« Paradise »], Paris, trad. de Paule Guivarch, Éditions de l'Olivier, 2006, 388 p. (ISBN 978-2-87929-471-1)
- Day  (trad. de l'anglais), Paris, trad. de Paule Guivarch, Éditions de l'Olivier, 2009, 329 p. (ISBN 978-2-87929-586-2)
- Tauromachie [« On Bullfighting »]  (trad. de l'anglais), Paris, trad. de Paule Guivarch, Éditions de l'Olivier, 2010, 186 p. (ISBN 978-2-87929-691-3)